# Італійська Серія A 1939–1940
Сезон 1939/1940 Серії A — футбольне змагання у найвищому дивізіоні чемпіонату Італії, 11-й турнір з моменту започаткування Серії A. Участь у змаганні брали 16 команд, 2 гірших з яких за результатами сезону полишили елітний дивізіон.
Переможцем сезону став клуб «Амброзіана-Інтер», для якого ця перемога у чемпіонаті стала 5-ю в історії.
| Чемпіон Італії 1939/40       |
| ---------------------------- |
| «Амброзіана-Інтер» 5-й титул |

## Команди-учасниці

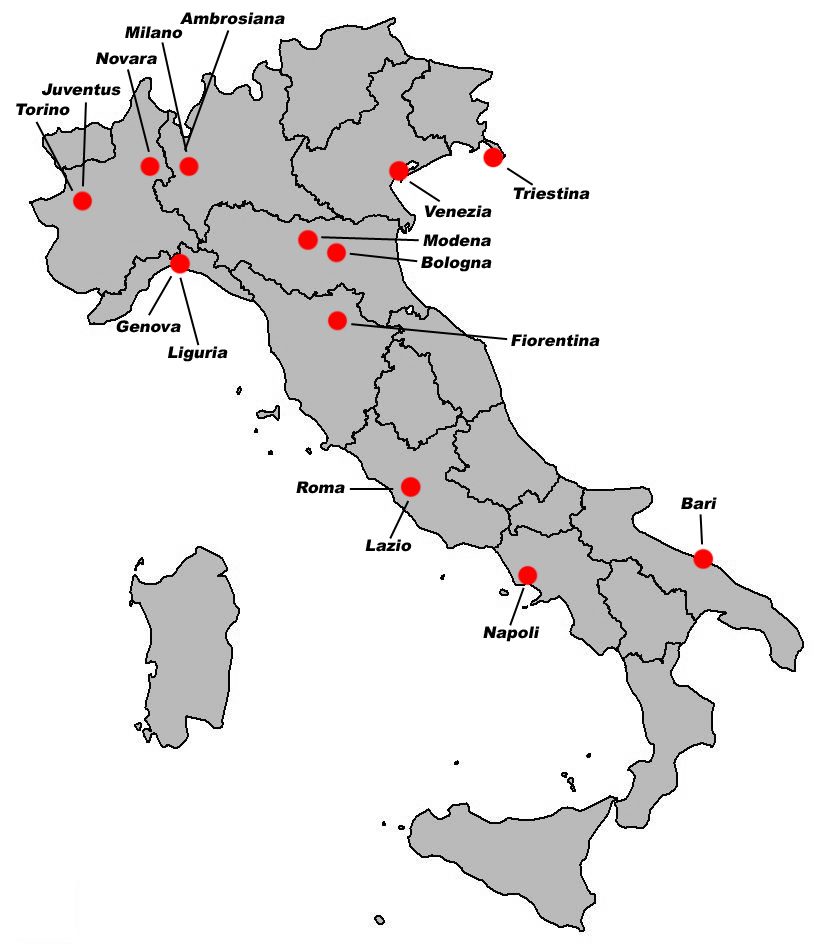
Місцезнаходження команд Серії A сезону 1939-40

Участь у турнірі брали 16 команд:

## Підсумкова таблиця
|                                                |     | Турнірна таблиця 1939-1940 | О  | І  | В  | Н  | П  | М+ | М- |
| ---------------------------------------------- | --- | -------------------------- | -- | -- | -- | -- | -- | -- | -- |
| Чемпіон Італії · Вийшов до Кубка Мітропи       | 1.  | «Амброзіана-Інтер»         | 44 | 30 | 20 | 4  | 6  | 56 | 23 |
|                                                | 2.  | «Болонья»                  | 41 | 30 | 16 | 9  | 5  | 44 | 23 |
|                                                | 3.  | «Ювентус»                  | 36 | 30 | 15 | 6  | 9  | 45 | 40 |
|                                                | 4.  | «Лаціо»                    | 35 | 30 | 12 | 11 | 7  | 44 | 36 |
|                                                | 5.  | «Дженова 1893»             | 33 | 30 | 14 | 5  | 11 | 56 | 47 |
|                                                | 6.  | «Торіно»                   | 33 | 30 | 13 | 7  | 10 | 47 | 41 |
|                                                | 7.  | «Рома»                     | 29 | 30 | 11 | 7  | 12 | 28 | 31 |
|                                                | 8.  | «Мілан»                    | 28 | 30 | 10 | 8  | 12 | 46 | 38 |
|                                                | 9.  | «Новара»                   | 27 | 30 | 12 | 3  | 15 | 27 | 35 |
|                                                | 10. | «Венеція»                  | 27 | 30 | 10 | 7  | 13 | 34 | 46 |
|                                                | 11. | «Барі»                     | 27 | 30 | 9  | 9  | 12 | 33 | 46 |
|                                                | 12. | «Трієстина»                | 26 | 30 | 10 | 6  | 14 | 38 | 43 |
| Володар Кубка Італії · Вийшов до Кубка Мітропи | 13. | «Фіорентина»               | 24 | 30 | 9  | 6  | 15 | 37 | 48 |
|                                                | 14. | «Наполі»                   | 24 | 30 | 9  | 6  | 15 | 26 | 41 |
| Вибув до Серії B                               | 15. | «Лігурія»                  | 24 | 30 | 7  | 10 | 13 | 25 | 44 |
| Вибув до Серії B                               | 16. | «Модена»                   | 22 | 30 | 7  | 8  | 15 | 39 | 43 |

## Чемпіони
Склад переможців турніру:
| Воротарі: Джузеппе Перукетті (23), Анжело Каймо (7). Захисники: Бернардо Полі (18), Кармело Буонокоре (11), Дуіліо Сетті (26), Джузеппе Балеріо (4). Півзахисники: Уго Локателлі (29, 1), Ренато Ольмі (23), Альдо Кампателлі (30, 2), Віктор Поццо (6), Еціо Менегелло (4), Чельсо Баттія (1). Нападники: Аннібале Фроссі (26, 7), Аттіліо Демарія (29, 12), Умберто Гварнері (22, 15), Енріко Кандіані (22, 8), П'єтро Ферраріс (28, 7), Джованні Феррарі (8), Джорджіо Барсанті (7, 2), П'єтро Ребуцці (3, 1), Вітторіо Ровеллі (2), Антоніо Караччоло (1). Тренер: Тоні Карнеллі. |

## Бомбардири
Найкращим бомбардиром сезону 1939/1940 Серії A став гравець клубу «Мілан» Альдо Боффі, який відзначився 24 забитими голами.
|    | Гравець             | Команда            | Громадянство                  | Голів | (пенальті) |
| -- | ------------------- | ------------------ | ----------------------------- | ----- | ---------- |
| 1° | Альдо Боффі         | «Мілан»            | Королівство Італія            | 24    | 3          |
| 2° | Умберто Гварнері    | «Амброзіана-Інтер» | Королівство Італія            | 15    | -          |
| 3° | Етторе Пурічеллі    | «Болонья»          | Уругвай/ Королівство Італія   | 14    | -          |
|    | Карло Регуццоні     | «Болонья»          | Королівство Італія            | 14    | 3          |
| 5° | Уго Конті           | «Дженова 1893»     | Королівство Італія            | 13    | -          |
|    | Гульєльмо Габетто   | «Ювентус»          | Королівство Італія            | 13    | -          |
| 7° | Аттіліо Демарія     | «Амброзіана-Інтер» | Аргентина/ Королівство Італія | 12    | 5          |
| 8° | Бруно Аркарі        | «Дженова 1893»     | Королівство Італія            | 11    | 5          |
| 9° | Джованні Альберті   | «Венеція»          | Уругвай                       | 10    | -          |
|    | Мігель Ангель Панто | «Рома»             | Аргентина/ Королівство Італія | 10    | 3          |
|    | Віторіо Сентіменті  | «Модена»           | Королівство Італія            | 10    | 3          |